# Hruby Ervin
Hruby Ervin Tamás (Sopron, 1969. március 14. –)  magyar szülész-nőgyógyász szakorvos, egyetemi docens, a Semmelweis Egyetem I. számú Szülészeti és Nőgyógyászati Klinikájának nőgyógyászati osztályvezetője, korábban általános igazgatóhelyettese. Kiemelkedő szakmai és tudományos munkássága elsősorban a szövődményes terhességek, ikerterhességek, meddőségkezelés és nőgyógyászati kórképek területére terjed ki.

## Tanulmányai
Orvosi diplomáját a Semmelweis Egyetemen szerezte. 2012-ben PhD-fokozatot szerzett a Semmelweis Egyetem Klinikai Orvostudományok Doktori Iskolájában.

## Munkássága
1993 óta dolgozik a Semmelweis Egyetem I. számú Szülészeti és Nőgyógyászati Klinikáján. Korábban általános igazgatóhelyettesként, jelenleg a nőgyógyászati osztály vezetőjeként tevékenykedik. Emellett egyetemi docensként részt vesz az orvostanhallgatók oktatásában.

## Kutatásai és tudományos munkái
Kutatási területei közé tartozik a hármasiker-terhességek anyai és magzati kimenetele, az ikertranszfúziós szindróma patofiziológiája és terápiás lehetőségei, valamint a HELLP-szindróma laboratóriumi jellemzői. Számos tudományos publikáció szerzője, többek között az alábbi témákban:
- Az anyai thrombocytopenia előfordulása és okai hármasiker-terhességben
- Az ikertranszfúziós szindróma patofiziológiája és terápiás lehetőségei
- A HELLP-szindrómával komplikált terhességek laboratóriumi jellemzői

## Tudományos fokozatok
PhD-fokozat a Semmelweis Egyetem Klinikai Orvostudományok Doktori Iskolájában (2012) 

## Főbb művei
- Hruby E. et al. (2007). „A hármasiker-terhességek anyai és magzati kórjóslata 122 eset alapján”. Orvosi Hetilap 148, 2315–2328. o.
- Hruby E. et al. (2007). „Az anyai életkor mint kockázati tényező hármasiker-terhességben” 148, 1947–1955.. o.
- (2009) „A hármas ikerterhességek első trimeszterbeli redukciójának igazolhatósága és kimenetele”. Magyar Nőorvosok Lapja 72, 107–117.. o.
- Hruby E. et al. (2012). „Incidence and causes of maternal thrombocytopenia in triplet gestation”. Journal of Perinatal Medicine 40, 229–235. o. „[IF: 1.871]”

### Könyvfejezet
- Hajdú J., Hruby E. et al..szerk.: Papp Z., Rodeck C.: Congenital heart diseases in twin pregnancies., Recent advances in prenatal genetic diagnosis. Bologna: Monduzzi Editore, 175–178. o. (2004)

### További közlemények (válogatás)
- Marton T. (2002). „Pathophysiology and therapeutic possibilities in twin-to-twin transfusion syndrome”. Orvosi Hetilap.
- Hupuczi P., Hruby E. et al. (2007). „Characteristic laboratory changes in pregnancies complicated by HELLP syndrome.”. J Matern Fetal Neonatal Med.
- Sassi L., Görbe É., Hruby E., Papp Z. (2006). „Perinatal outcomes in monochorionic twins with TRAP sequence”. Prenat Diagn.